# Johannes Pistorius den yngre

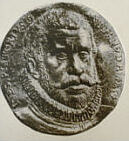
Johannes Pistorius.

Johannes Pistorius den yngre, efter sin födelseort även benämnd Niddanus, född 14 februari 1546 i Nidda, Hessen död 19 juni 1608 i Freiburg im Breisgau, var en tysk läkare, historiker och romersk-katolsk teolog under  konfessionaliseringens tidsålder. Han var son till den hessiske reformatorn, Johannes Pistorius d.ä.
1588 konverterade han från lutherdomen till katolicismen, efter att först under en tid ha lutat åt kalvinismen. På hans initiativ anordnades religionssamtalen i Baden (1589) och Emmendingen (1590). 